# 洛皮克
洛皮克（荷蘭語：Lopik）是荷蘭的一個市镇，屬於烏德勒支省，靠近萊克河。洛皮克首次在文獻中被提及是在1155年。

## 友好城市
- 法國 勒祖

## 外部連結
- 维基共享资源上的相關多媒體資源：洛皮克
- Official website （页面存档备份，存于）